# Croissance verte
 (mai 2025).
La croissance verte ou croissance qualitative est une croissance qui se soucie de l'économie, du social et de l'environnement. En effet, le modèle de cette croissance fait intervenir dans une fonction de production, une ressource naturelle à côté des facteurs produits par l’homme.
Dans son livre Réalistes, soyons logiques autant qu'écologiques, Bertrand Piccard montre qu'entre la croissance quantitative du PIB et la décroissance, il existe une troisième voie, la croissance qualitative, qui met l'accent sur la qualité des biens et services produits plutôt que sur la quantité. Il a identifié pour cela plus de 1 000 solutions qui préservent l'environnement et sont rentables économiquement, permettant ainsi de s'orienter vers une croissance qualitative. Selon lui, cela suppose que les États adaptent le cadre réglementaire, en encourageant les solutions qui préservent l'environnement, et en interdisant les produits qui polluent trop. Les plus de 1 000 solutions sont disponibles sur le site de la Fondation Solar Impulse.
Dans ses livres L'effondrement (du monde) n'aura (probablement) pas lieu et Faut-il une dictature verte? La démocratie au secours de la planète, Antoine Buéno tente d'établir une théorie générale de la croissance verte. Il la conçoit comme la seule voie possible de transition écologique (à l'exclusion donc de la décroissance), en détermine les conditions politiques et socioéconomiques (mobilisation des instruments de marché et démocratie directe) et en présente le programme structuré autour d'une triple transition en silos (énergétique, agricole, industrielle) et d'une double dynamique transversale (efficacité, sobriété),.

## Définition

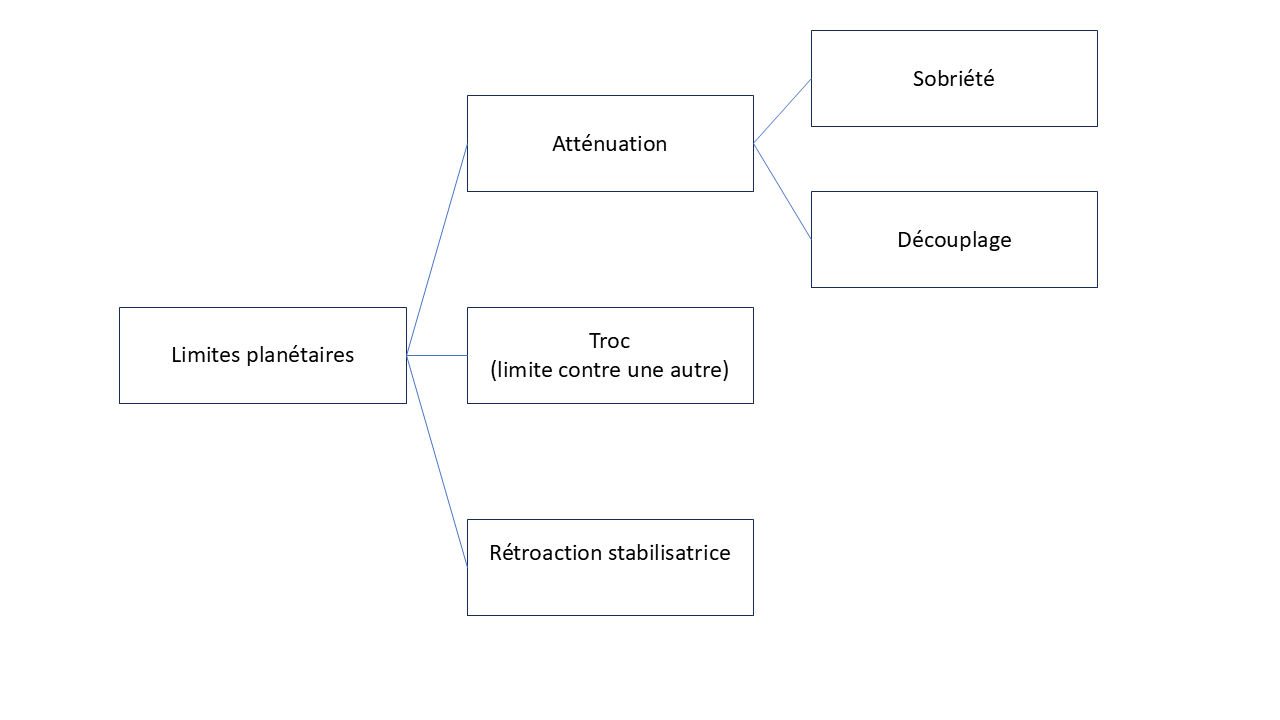
Moyen pour freiner le franchissement des limites planétaires : la sobriété économique et le découplage concourent à l'atténuation des impacts environnementaux. L' associe, de façon schématique, la sobriété à la décroissance et le découplage à la croissance verte.

L’idée de croissance comme développement de la science, de la technologie et de l’esprit d’innovation est relativement récente. Elle date de la révolution industrielle des XVIIIe et XIXe siècles.
Cette idée de la croissance théorise qu'il faut produire plus avec moins de ressources, y compris moins de ressources humaines.
Les théoriciens de la croissance qualitative partent du postulat que la productivité du travail est stagnante depuis quinze ans, et qu'il faut un modèle de croissance qui génère des gains de productivité. Pour cela, il faut promouvoir une économie du savoir car le savoir est la richesse de demain et cette richesse doit croître.
Le mot « qualitatif » ne signifie pas forcément cette qualité verticale qui culmine dans les produits de haute qualité (et donc chers), mais plutôt une qualité horizontale au sens des attributs qualitatifs. Ainsi, pour l'économiste Serge Allegrezza, une croissance qualitative veut dire « se placer du point de vue des ménages et des personnes et se demander à qui profite le supplément de production de richesses. Si les ménages en bas de l’échelle ne voient pas leur pouvoir d’achat progresser significativement ou trouver l’emploi qui sied à leurs aspirations, qui sont soumis au stress de la concurrence ou du rendement, ou plombés par des problèmes de santé rédhibitoires ».

## Réorienter la croissance

### Croissance pour la croissance
Certaines personnes partent de la constatation que la croissance, dans le contexte capitalistique et libéral d'aujourd'hui, n'a pas apporté que des bienfaits à l'humanité. Les écologistes soulignent les multiples aspects néfastes de la croissance : gaspillage des ressources naturelles (eaux, forêts, sols, minerais, etc.), nuisances (pollution environnementale, sonore et visuelle…), engendrant des désordres climatiques qui pourraient à l'avenir se retourner contre l'espèce humaine et menacer jusqu'à son existence.
Plus largement, le thème de la décroissance s'enracine dans un certain désenchantement du monde, dans la condamnation par nombre des concitoyens d'un modèle socio-économique qui, en réduisant l'homme à sa seule dimension économique, c'est-à-dire à la seule production et consommation de biens et de services, a produit une société matérialiste marquée par la tyrannie de l'argent-roi et du chacun pour soi, une société de violence et d'insécurité croissantes, génératrice de désillusions et de frustrations.

### Vers une croissance dite «verte»
La croissance verte signifie favoriser la croissance économique et le développement, tout en veillant à ce que les actifs naturels continuent de fournir les ressources et les services environnementaux sur lesquels repose notre bien-être.
Pour de nombreuses économies en développement, l'objectif consiste à atteindre une croissance diversifiée et durable, afin de réduire la pauvreté, d'accroître le bien-être et d'apporter de réelles améliorations à la qualité de vie des citoyens. Il peut être utile à cette fin de prendre la pleine mesure de valeur du capital naturel géré de manière durable et de reconnaître son rôle capital dans la croissance économique.
La croissance verte permet de manière rationnelle et par une utilisation optimale des ressources, d'orienter les choix en direction de mode de production et de consommation durables. Plus simplement, la croissance plus verte aidera les pays en développement à suivre la voie du développement durable.

## La stratégie mise en place
L'OCDE a joué un rôle de premier plan dans l'élaboration du concept de croissance qualitative, ainsi que de ces modalités d'application et de mesure.
La stratégie pour une croissance verte répond au double défi mondial qui consiste en les points suivants :
1. améliorer les opportunités économiques d'une population en expansion ;
2. atténuer les pressions environnementales qui risquent de mettre à mal les opportunités offertes.

Chaque pays a son propre processus de croissance, ce qui veut dire que la façon d'aborder la croissance verte de chaque pays depend de ses politiques, de ses institutions, de son niveau de développement, de son capital naturel et de sa vulnérabilité environnementale.
Cependant, il existe des principes communs que tous les pays devront respecter :
- prendre en compte l'importance des modifications de la richesse globale d'une économie ;
- faire entrer en ligne de compte le double rôle joué par le capital naturel dans le processus de croissance ;
- reconnaitre que l'investissement dans le capital naturel est l'un des domaines où le besoins d'interventions publiques est le plus fort, car c'est là que les incitations par le marché destinées aux investisseurs privés sont les plus faibles ;
- reconnaitre que l'innovation est nécessaire pour atténuer les dilemmes entre l'épuisement des actifs naturels et la maximisation de leur productivité.

## Croissance verte et économie circulaire
En France, l'initiative de certains acteurs de la filière du BTP, l'Union nationale des industries de carrières et matériaux de construction (UNICEM), l'Union Nationale des Producteurs de Granulats (UNPG) et le Syndicat National du Béton Prêt à l’Emploi (SNBPE) montre que l'économie circulaire est un maillon essentiel de la croissance verte. La filière des matériaux minéraux s'engage pour que le couplage entre production locale et consommation locale soit synonyme d’une forte réduction des transports, du recyclage et de la valorisation des matériaux, de la gestion de l’eau et de l’énergie… sur chacune des grandes composantes de l’économie circulaire.
L’UNICEM, l’UNPG et le SNBPE s’engagent en faveur de l’économie circulaire et à participer aux objectifs fixés par la loi relative à la transition énergétique pour la croissance verte (17 août 2015), en particulier valoriser sous forme de matière 70 % des déchets du secteur du bâtiment et des travaux publics d’ici 2020, conformément aux objectifs fixés par la directive 2008/98/CE de l'Union européenne du 19 novembre 2008 relative aux déchets.

## Critiques de la croissance verte
La croissance verte est critiquée par de nombreux acteurs, comme l'Agence européenne pour l'environnement, une instance officielle de l’Union européenne. En effet, de nombreuses études montrent que le PIB et la production de gaz à effet de serre par les activités humaines sont corrélés. Le concept même de « croissance verte » paraît alors contradictoire. En effet, la croissance verte est possible uniquement si les sociétés humaines arrivent à décorréler la croissance économique et la production de gaz à effet de serre (et plus largement ses impacts sur l'environnement), ce qu'elles ont déjà, réussi, par exemple en France depuis 2005. C'est pourquoi de nombreux acteurs prônent la sobriété afin que les sociétés humaines réussissent la transition écologique.

## Conclusion
La croissance exponentielle du volume produit rencontre aujourd'hui une limite, mais on ne peut pas assigner de limite à l’adéquation de l’offre aux besoins des consommateurs. La croissance par la qualité ouvre donc des perspectives illimitées. Elle suppose toutefois une « révolution des mœurs ».
Cependant, c'est un idéal, mais vers lequel il faut tendre coûte que coûte parce qu'il n'y a pas d'autre issue, parce qu'il en va de la survie de l'espèce humaine. Un processus de transformation de nos modes de vie, qui suppose un effort d'imagination et de recherche pour ouvrir des chemins nouveaux, mais aussi une volonté politique pour le mettre en œuvre et un effort de persuasion auprès des populations pour qu'elles l'accaparent et l'intègrent dans leur imaginaire.